# Korenbrug
De Korenbrug is een brug over de Vughterstroom in de binnenstad van 's-Hertogenbosch. De brug is deels een overkluizing.
De brug werd al genoemd in een oorkonde uit 1285, maar werd toen Corenbrugge genoemd. Ook is de brug bekend onder de naam Blaetsebrugge.
In 1832 stortte de brug in, door het verval, waarna de brug weer in ere werd hersteld.